# Сан-Калоджеро
Сан-Калоджеро (італ. San Calogero, сиц. Santu Calòjaru) — муніципалітет в Італії, у регіоні Калабрія,  провінція Вібо-Валентія.
Сан-Калоджеро розташований на відстані близько 480 км на південний схід від Рима, 65 км на південний захід від Катандзаро, 13 км на південний захід від Вібо-Валентії.
Населення — 4362 особи (2014).

## Демографія
Населення за роками:

Станом на 1 січня 2023 року в муніципалітеті офіційно проживало 100 іноземців з 14 країн, серед них 64 громадяни країн Євросоюзу та 4 громадяни України.

## Сусідні муніципалітети
- Кандідоні
- Філандарі
- Лімбаді
- Мілето
- Ромбіоло